# 村田莉
村田 莉（むらた まり、Murata Mari、1991年12月2日 - ）は、日本の女性ファッションモデル、タレント。ジャパン・ミュージックエンターテインメント（イー・コンセプト）所属。千葉県出身。

## 略歴
ファッション雑誌のスナップ写真のスカウトを受け、業界入り。ギャル系雑誌『egg』でモデルデビュー。
2008年〜2013年ファッション雑誌『Popteen』にてポップティーンモデルとして活躍。
2009年『Popteen』初表紙を舟山久美子と共に飾る。ポップティーン現役モデル時代の表紙登場回数は計4回。
上海万国博覧会が開催された2010年には、舟山久美子、寿るい、出岡美咲、ソンイ、鈴木奈々、河西美希、青木英李、椎名ひかり、廣瀬麻伊、という9名のポップティーン関係モデルらとともにこれに出席し、ファッションショーなどを通してのギャル文化の広報を行うなどした。
2011年3月1日、商品プロデュースの活動を始める。つけまつげ「Toujours（トゥジュール）」が全国展開されており、ドン・キホーテやドラッグストアで発売されている。
2011年フジテレビ『クイズ!ヘキサゴンII』にて、同事務所上地雄輔の後輩として登場。
2013年12月27日発売『Popteen』2月号にて、同誌モデルの卒業を発表する。
2015年3月神戸コレクション出演。

## 私生活
舟山久美子、丸高愛実、菊地亜美などと仲が良い。

## 出演

### 雑誌
- egg（大洋図書）
- Popteen（角川春樹事務所）
- jiggy（株式会社センディング）

### ドラマ
- CX『家族のうた』第1話

### テレビ
- TBS『王様のブランチ』
- CX『あっぱれさんま大教授』
- TBS『全種類』
- NTV『世界弾丸トラベラー』中国　パンダ編
- CX『ヘキサゴン2』準レギュラー[要出典]。
- EX『GIRLS TALK 薔薇組』緑の薔薇の響役
- TBS『リアル脱出ゲームTV』ドラマインドラマ

### イベント
- 渋谷ガールズコレクション
- ガールズアワード2011
- 神戸コレクション

### PV
- YA-KYIM『たぶんきっと』
- 西野カナ『遠くても feat.WISE』（2009年3月18日）
- CHiE『ほんの少し、ほんと少し』
- USAGI『好きをこえたヒト』
- MAY'S『ダーリン』